# 하광석 (작곡가)
하광석(1974년 12월 24일 ~ )은 대한민국의 작곡가이다.

## 음반 목록
- 1996년 조관우 - 영원
- 2002년 HO LEE - 겨울연가 Classic 별
- 2007년 바비 킴 - 쩐의 전쟁 일년을 하루같이
- 2008년 바비 킴, 강성연 - 타짜 Reason
- 2016년 양수경 - 사랑 바보